# Ива Брдар
Ива Брдар (Београд, 1983) српски је драмски писац и драматург.

## Биографија
Дипломирала је драматургију на Факултету драмских уметности и завршила мастер из позоришних студија на Универзитету Нова Сорбона – Париз 3. Била је део талент кампуса Берлинског и Сарајевског филмског фестивала.
Написала неколико сценарија за краткометражне студентске филмове снимљене на ФДУ (Даријина страна кревета, Принцеза на зиду, Писмо-глава) а у том периоду је адаптирала „Човека који се смеје“ Виктора Игоа (изведено на ФДУ 2006. у режији Јоване Паповић).
Њене драме су извођене у позориштима Schauspiel Stuttgart, Schauspiel Köln, Космос Theater Wien, Cherry Артс Ithaca и имале су своје јавна читања у Deutsches Theatru, NY Public Library и Théâtre ду Норд Lille а биле су двапут уврштене у ужи избор Theatertreffen Stückemarkta.
Живи и ради на релацији Београд-Берлин.

## Награде
- За драму „Бацачи прстију“ је добила признање Brücke Берлин и награду на Конкурсу Стеријиног позорја.[2]
- „Мушкатле могу преживети све“ је награђена Хеартефацт наградом за савремени ангажовани драмски текст.[2][6]
- Награда Борислав Михајловић Михиз[7][8]

## Дела
- Ко је Лорет? 27.03.2009, Београд, Мало позориште 'Душко Радовић'[9]
- Клацкалица, 20.02.2013, Београд, Позориште Лутака 'Пинокио'[9]
- Аска и вук, 16.04.2014, Нови Сад, Позориште младих[9]
- Кон Тики, 11.12.2015, Кикинда, Народно позориште[9]
- Бацачи прстију[2]
- Мушкатле могу преживети све[2]
- Сутра је (за сада) увек ту[2]
- Ако нисам добра шта ћемо онда[2]